# المركز التاريخي لليما
يقع مركز ليما التاريخي (بالإسبانية: Centro histórico de Lima)‏ في منطقتي وسط المدينة و ريماك، وهو من بين أهم الوجهات السياحية في بيرو، أُضيف الموقع عام 1988 إلى قائمة مواقع التراث العالمي في بيرو.

## تأسيس المدينة

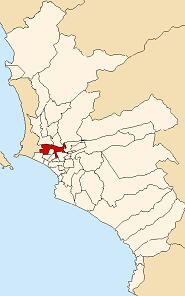
خريطة ليما

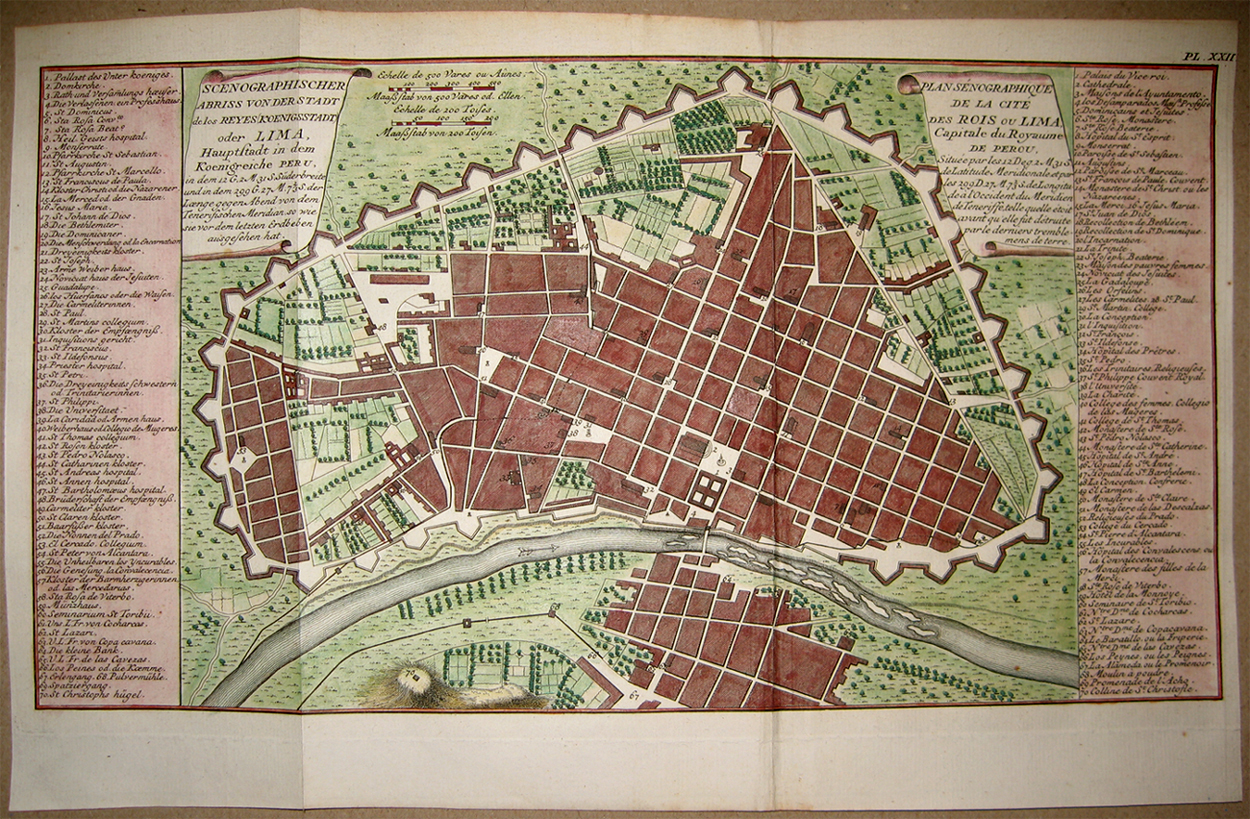
خريطة ليما مع الجدران عام 1750

The city of Lima, the capital of Peru, was founded by فرانثيسكو بيثارو on 18 January 1535 and given the name City of the Kings. Nevertheless, with time its original name persisted, which may come from one of two sources: Either the Aymara language lima-limaq (meaning "yellow flower"), or the Spanish pronunciation of the كتشوا word rimaq (meaning "talker", and actually written and pronounced limaq in the nearby كتشوا languages). It is worth nothing that the same Quechuan word is also the source of the name given to the river that feeds the city, the نهر ريماك (pronounced as in the politically dominant كتشوا languages, with an "r" instead of an "l"). Early maps of Peru show the two names displayed jointly.
In 1988, يونسكو declared the historic center of Lima a موقع تراث عالمي for its originality and high concentration of historic monuments constructed in the time of Spanish presence.

## الشرفات في ليما
من بين المباني الموجودة في المركز التاريخي لمدينة ليما ، يوجد أكثر من 1600 شرفة جرى بناؤها في عهد الوصاية وكذلك في الجمهورية. من أجل الحفاظ على صيانتها ، دعت بلدية ليما الأفراد والشركات لتبني شرفة من أجل الحفاظ عليها كما لو كانت جديدة. تضيف وفرة هذه الشرفات إلى الانسجام والأصالة الخاصين لهذا الجزء من المدينة.

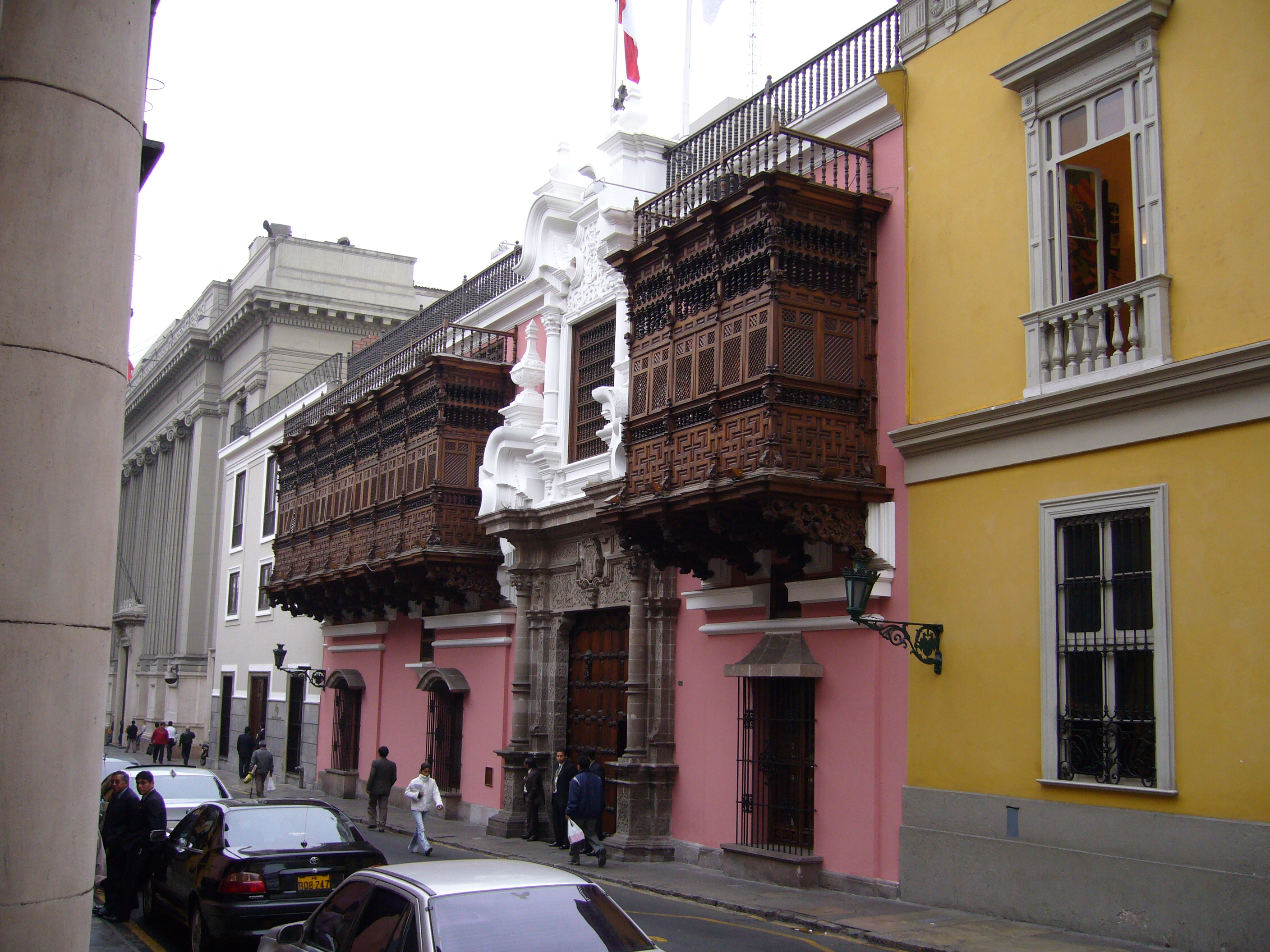
واجهة قصر توري تاغلي

## معرض الصور

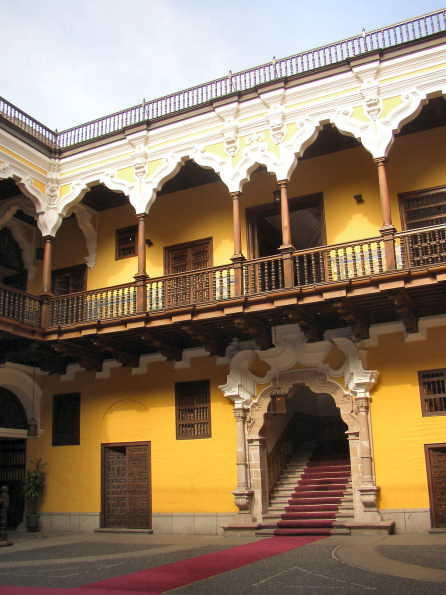
بهو قصر توريه تاغل
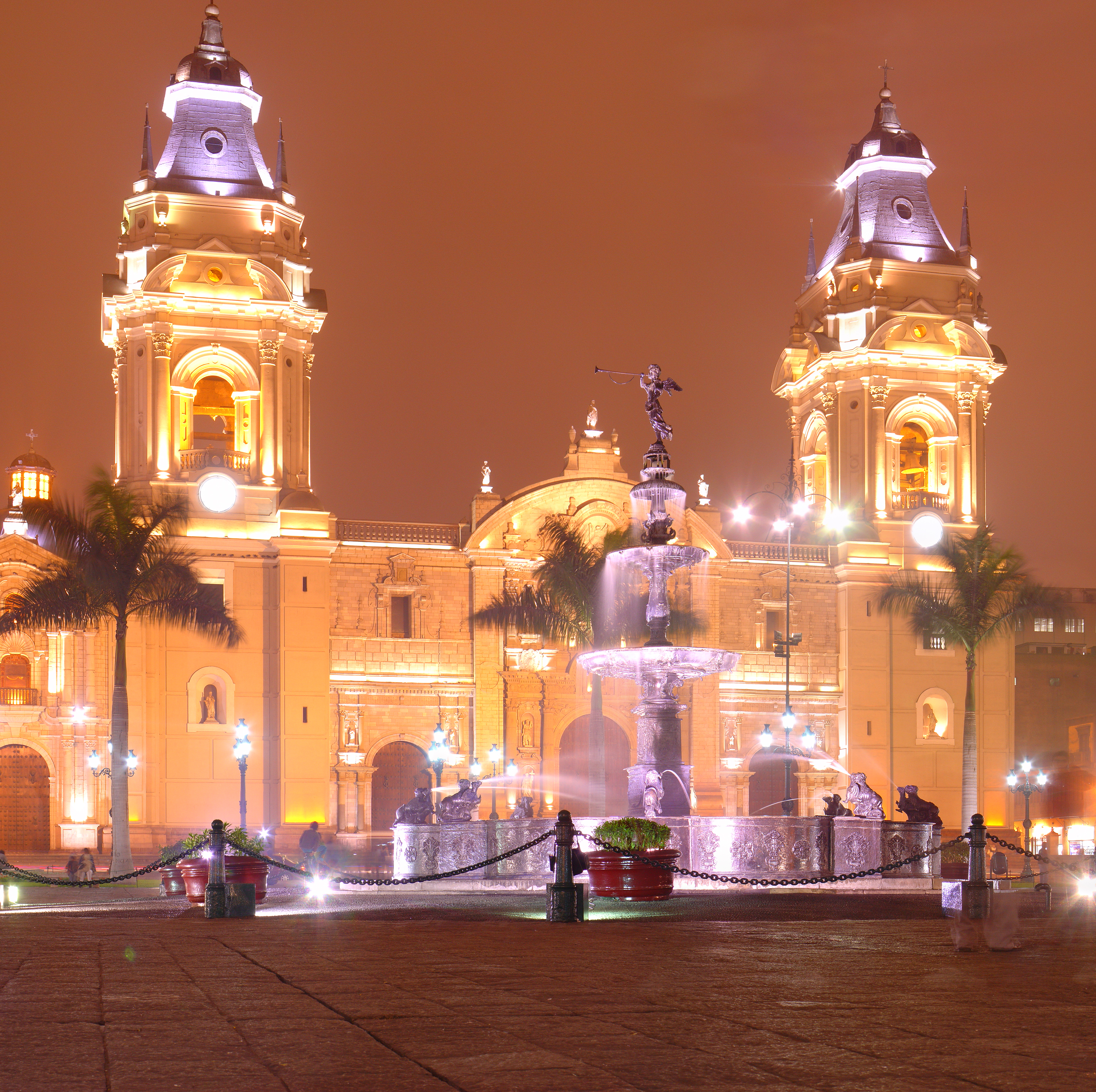
مشهد ليلي لكاتدرائية ليما.
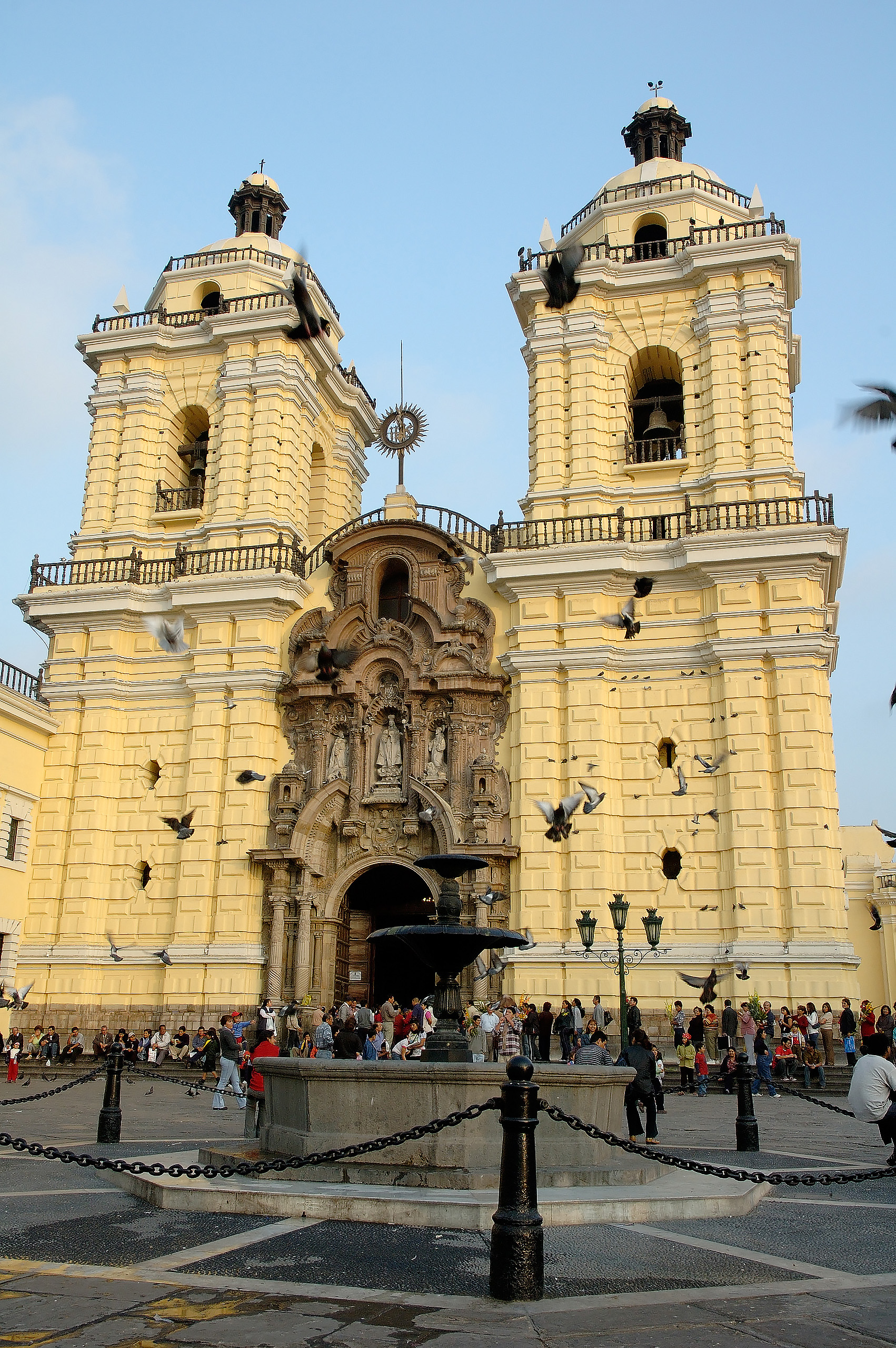
كنيسة سان فرانسيسكو في ليما.

## روابط خارجية
- Article in the Spanish newspaper ABC about the House of Aliaga Spanish
- About the Historical Center Spanish
- Religion in the City of the Kings of Peru Spanish
- 360° view of Lima Main Square